# Nestor-Désiré Nongo-Aziagbia
Nestor-Désiré Nongo-Aziagbia, SMA (Mbaïki, República Centro-Africana, 6 de março de 1970) é um clérigo católico romano, Bispo de Bossangoa e Presidente da Conferência Episcopal Centro-Africana (CECA).

## Biografia
Nestor-Désiré Nongo-Aziagbia é um dos doze filhos de Ferdinand Nongo e Anne-Marie Yamogbeto. Estudou no Seminário Menor Saint Louis em Bangassou (1983-1987). De 1987 a 1990, estudou em Bangui antes de ir cursar filosofia no Seminário Maior de Saint Marc em Bangui, como seminarista da Sociedade das Missões Africanas. Depois foi para o programa do Ano Espiritual Internacional da SMA em Calavi, Benim (1993-1994). Fez a profissão em junho de 1994.
Ele foi então nomeado para seu programa de ano pastoral para a diocese de Lafia (Nigéria). Após seu estágio, Nestor prosseguiu os estudos teológicos no Seminário Maior SS. Peter e Paul, em Ibadan, Nigéria. Em 7 de dezembro de 1997, fez seus votos solenes na Sociedade das Missões Africanas e foi ordenado sacerdote em 23 de agosto de 1998, em Mobaye.
De 1998 a 2004, o Pe. Nestor serviu no Vicariato Apostólico de Kontagora, Nigéria. Foi pároco de Agwara e Conselheiro Regional da SMA na Nigéria Sul (2000-2004). Em 2004, foi enviado para estudar na Universidade de Estrasburgo, na França, obtendo a licenciatura em teologia dogmática. Enquanto estava lá, ele morou na Comunidade SMA, Haguenau, e serviu em paróquias locais, capelania escolar e hospitalar. De 2008 até sua nomeação, era o pároco das comunidades da Paróquia de São Paulo em Weitbruch, arquidiocese de Estrasburgo.
Em junho de 2007, ele foi nomeado Conselheiro do Superior do Distrito de Estrasburgo, se tornando o primeiro SMA africano a servir em uma administração na Europa. Três anos depois, os membros da SMA de Estrasburgo o elegeram para liderar o Distrito, posição que ocupou até sua nomeação como Bispo. Defendeu seu doutorado na Faculdade de Teologia da Universidade de Estrasburgo em 2012, com a tese "La fraternité en Christ: fondements de l’être ecclésial et son incidence africaine"..
Papa Bento XVI nomeou-o Bispo de Bossangoa em 14 de maio de 2012. O Cardeal Prefeito da Congregação para a Evangelização dos Povos, Cardeal Fernando Filoni, o consagrou em 28 de julho do mesmo ano. Os co-consagradores foram o Núncio Apostólico na República Centro-Africana, Jude Thaddeus Okolo, e o Bispo de Bambari, Edouard Mathos.
Em 16 de abril de 2014, Nongo foi sequestrado por rebeldes muçulmanos da coalizão Seleka, com mais três padres e seu motorista. O comboio foi parado perto da fronteira com o Chade e os religiosos foram salvos de serem assassinados; contudo, na sexta-feira santa, dia 18, um padre da diocese foi morto pelos rebeldes.
Em 2019, com o governo aparentemente incapaz de funcionar na maior parte do país, o bispo negociou acordos de paz com dois grupos armados que operam no território de sua diocese, para permitir que parte da população pudesse voltar a suas casas. Com a guerra civil, bispo Nongo afirma que sua diocese está se tornando uma "diocese mártir".

De julho de 2013 a janeiro de 2019, Nongo-Aziagbia foi vice-presidente da Conferência Episcopal Centro-Africana (CECA). Em 18 de janeiro de 2019, foi eleito Presidente da Conferência Episcopal Centro-Africana. Ele assumiu o lugar do Cardeal Dieudonné Nzapalainga, Arcebispo de Bangui. Também é vice-presidente da Associação de Conferências Episcopais da Região Centro-Africana desde julho de 2022.